# Брусиловский, Евгений Григорьевич
Евге́ний Григо́рьевич Брусило́вский (1905—1981) — советский композитор. Народный артист Казахской ССР (1936). Лауреат Сталинской премии второй степени (1948).
Автор первых казахских опер и оркестровых произведений. Композитору принадлежат девять опер, четыре балета, девять симфоний и около 500 песен и романсов. Он является автором музыки Государственного гимна Казахстана 1945—1992 и 1992—2006 годов (1945, совместно с Муканом Тулебаевым и Латыфом Хамиди).

## Биография

Народная артистка СССР Куляш Байсеитова и композитор Евгений Брусиловский. Алма-Ата 1945 г.

Родился 30 октября (12 ноября по новому стилю) 1905 года, в Ростове-на-Дону, в еврейской семье.
В 1922—1924 годах учился по классам фортепиано и композиции в МГК имени П. И. Чайковского. Затем поступил в ЛГК имени Н. А. Римского-Корсакова на класс композиции М. О. Штейнберга и окончил её в 1931 году.
В 1933 году Ленинградский союз композиторов командировал Брусиловского в Алма-Ату. С 1934 по 1938 год работает музыкальным руководителем Казахского музыкального театра, создает оперу «Кыз-Жибек». В 1949—1951 — художественный руководитель Филармонии. С 1944 года одновременно преподаёт в Алма-Атинской консерватории, а в 1955 году возглавил кафедру композиции в этой консерватории. В 1939—1948- председатель Оргкомитета, в 1948—1953 — председатель правления СК Казахской ССР.
Его учениками были: А. С. Зацепин, Б. Байкадамов, М. Тулебаев, Б. Г. Ерзакович, К. Кужамьяров, Е. Рахмадиев, К. Мусин, С. Мухамеджанов, Л. Афанасьев, А. Джаныбеков.
Брусиловский — автор опер «Кыз-Жибек» (1934), «Жалбыр» (1935), «Ер Таргын» (1936), «Айман Шолпан» (1938), «Золотое зерно» (1940), «Гвардия, вперед!» (1942), «Амангельды» (1945, соавтор М. Тулебаев), «Дударай» (1953), «Наследники» (1962), музыки к балету «Козы Корпеш — Баян сулу» (1967), кантаты «Советский Казахстан», 9 симфоний, в том числе симфонии «Курмангазы», музыки Государственного гимна Казахской ССР (1945, совместно с М. Тулебаев, Л. А. Хамиди), концертов для фортепиано с оркестром, большого количества хоровых произведений, песен, романсов. Среди них ему принадлежит романс «Две ласточки».
Делом его жизни было собирание и запись казахских народных песен и кюев — он записал их более 250.
Евгений Брусиловский:
Мне очень повезло, я ещё успел познакомиться с Махамбетом и Наушой Букейхановыми, Кали Жантлеуовым, Диной Нурпеисовой и многими другими домбристами, свято сохранившими в далеких аулах народную музыку. Я ещё успел услыхать кобыз — оружие степных баксы́. Конский волос делал звук его сурдинно-сдавленным, мистическим. Баксы́ знали его таинственную силу.
Скончался Евгений Григорьевич 9 мая 1981 года. Похоронен в Москве на Новокунцевском кладбище.

## Семья
Жена — Анна Дмитриевна Брусиловская (1908—1983).

## Награды и премии
- Государственная премия Казахской ССР имени С. Курмангазы (1967) — за симфонию «Курмангазы»
- Орден Ленина (3 января 1959) — за выдающиеся заслуги в развитии казахского искусства и литературы и в связи с декадой казахского искусства и литературы в гор. Москве
- Орден Трудового Красного Знамени (4 июня 1956)
- Сталинская премия второй степени (1948) — за кантату «Советский Казахстан»
- Орден «Знак Почёта» (26 мая 1936) — за выдающиеся заслуги в деле развития казахского оперного искусства, казахской музыки, песни и танцев[4]
- Народный артист Казахской ССР (1936)
- Медаль «За трудовую доблесть» (05.11.1940) — «в связи с 20-летним юбилеем Казахской ССР, за достижения в развитии промышленности, сельского хозяйства, науки и искусства»
- Медали

## Память
- Именем Е. Брусиловского названы улицы в городах Казахстана: Астана, Алма-Ата (в районе Тастак), Петропавловск и Усть-Каменогорск, Актобе, Темиртау и Уральск.
- В 2005 году вышла почтовая марка Казахстана, посвящённая Брусиловскому.
- К столетию со дня рождения Е. Брусиловского в Казахстане вышел фильм «Линия судьбы» режиссёра И. Ганапольского.
- В 2017 году был опубликован мемуарный роман Наума Шафера (ученика Н. Г. Брусиловского) «День Брусиловского» (Павлодар, 2017. — 540 с.[5]).